# Березівка (Новоукраїнський район)
Березі́вка — село в Україні, у Смолінській селищній громаді Новоукраїнського району Кіровоградської області. Населення становить 755 осіб. Колишній центр Березівської сільської ради.

## Населення
Згідно з переписом УРСР 1989 року чисельність наявного населення села становила 672 особи, з яких 286 чоловіків та 386 жінок.
За переписом населення України 2001 року в селі мешкало 809 осіб.

### Мова
Розподіл населення за рідною мовою за даними перепису 2001 року:
| Мова       | Відсоток |
| ---------- | -------- |
| українська | 91,23 %  |
| російська  | 8,27 %   |
| молдовська | 0,49 %   |